# Eugeniusz Rytel
Eugeniusz Rytel (ur. 3 stycznia 1926 w Stasinie, zm. 23 lutego 2016 w Warszawie) – polski inżynier mechanik, konstruktor maszyn budowlanych, przede wszystkim żurawi wieżowych i żurawi samojezdnych.

## Życiorys

### Wykształcenie
W czasie okupacji uczył się w szkole ślusarskiej w Siedlcach (okupant pozwalał na działanie tylko takich szkół). W latach 1949–52 studiował na ostatnim roczniku Szkoły Wawelberga i Rotwanda na Wydziale Maszyn, uzyskując tytuł inżyniera mechanika. W roku 1970 uzyskał tytuł magistra na Wydziale Samochodów i Maszyn Roboczych Politechniki Warszawskiej.

### Praca zawodowa
Pracę rozpoczął w 1950 roku w Biurze Budowy Pras i Młotów w Warszawie, przekształconym w 1952 r. w Centralne Biuro Konstrukcyjne Urządzeń Budowlanych, w którym był kolejno: konstruktorem, kierownikiem działu konstrukcyjnego i Głównym Konstruktorem. W 1972 r. CBKUB przekształcono w Ośrodek Badawczo-Rozwojowy Maszyn Budowlanych (OBRMB), w którym był Głównym Konstruktorem, a ten w 1977 r. w Przemysłowy Instytut Maszyn Budowlanych (PIMB), w którym był Z-cą Dyrektora ds. Konstrukcji – do przejścia na emeryturę w 1991 r.
Jego działalność zawodową można podzielić na 4 okresy:

#### 1 okres: 1950-1960
W okresie 1950–1960 był konstruktorem prowadzącym stosunkowo prostych urządzeń, mechanizujących budownictwo tradycyjne z cegły i eliminujących pracę i transport ręczny na budowach. Zaprojektował:
- wciągarki i wyciągi budowlane,
- betoniarkę 250 l,
- żurawik 5 t,
- pierwszy w kraju 3-kołowy walec drogowy.

#### 2 okres: 1960-1968
W okresie 1960–1968 w związku z wprowadzeniem do budownictwa metod uprzemysłowionych, w tym z użyciem elementów prefabrykowanych, koncentruje się na projektowaniu żurawi wieżowych. Powstają kolejno:
- żuraw wieżowy ŻW-45 (45 tonometrów, w FMB Głogów wyprodukowano wg [2] 5 tysięcy szt., [5] we wpisie z 26 lutego 2016 podaje liczbę 1113 szt.),
- żuraw wieżowy ŻB-20 (20 tonometrów, FMB Głogów, 150 szt.),
- żuraw wieżowy ŻB-120 (120 tonometrów dla budownictwa przemysłowego, Famabud Szczecin, 50 szt.),
- żuraw wieżowy ŻW-80 (80 tonometrów dla budownictwa wielkopłytowego, Famabud Szczecin, kilka tysięcy szt.).

#### 3 okres: 1968-1975
W okresie 1968–1975 za najważniejszy brak w krajowej produkcji maszyn budowlanych uznaje temat urobku i załadunku materiałów sypkich, ziarnistych i kawałkowych. Dlatego kieruje projektowaniem ładowarek kołowych. Powstaje ładowarka ŁH-50 (pojemność łyżki 0,5 m³) jeszcze całkowicie mechaniczna, a następnie dotąd nieprodukowane w kraju kluczowe podzespoły do ładowarek hydraulicznych – zespoły napędowe złożone z hydromechanicznego zmiennika momentu, hydraulicznie sterowanej skrzyni biegów oraz mostów napędowych z bocznymi przekładniami planetarnymi i oponami niskociśnieniowymi. Prowadzi to do rozwoju w kraju produkcji wysokiej technologii, rozpisanej na szereg zakładów. Produkowano ponad 2 tys. zespołów napędowych rocznie (zmienniki momentów w ZHS Łódź, skrzynie biegów i mosty w FM Radomsko i Huta Stalowa Wola), które umożliwiły produkcję ładowarek w Hucie Stalowa Wola i Fadromie Wrocław.
Z jego inicjatywy wystawiona na Międzynarodowych Targach Poznańskich prawdopodobnie pierwsza na świecie całkowicie hydrauliczna ładowarka, amerykańskiej firmy – prawdopodobnie Caterpillar, już z kraju nie wyjechała. Została zakupiona dla CBKUB, gdzie zbadano wszystkie parametry, sporządzono rysunki wszystkich części, a następnie zaprojektowano własną konstrukcję z poszanowaniem zastrzeżeń patentowych i wdrożono do produkcji, wnosząc stałe udoskonalenia w oparciu o pozyskiwane doświadczenia. Oznaczało to konieczność rozpoczęcia produkcji wielu wyżej wymienionych podzespołów, dotychczas w kraju nieprodukowanych.

#### 4 okres: 1975-1990
W okresie 1975–1990 koncentruje się na projektowaniu samojezdnych, hydraulicznych żurawi teleskopowych, których podstawowymi zaletami była mobilność i krótki czas przygotowania do pracy. Ponieważ we wszystkich krajach socjalistycznych pojawiający się tego typu sprzęt musiał być importowany za dewizy podjęto decyzję, że produkcję dla całego bloku podejmie Polska w kooperacji z ZSRR. Został Generalnym Konstruktorem 100-osobowego polsko-radzieckiego zespołu konstrukcyjnego, który zaprojektował, wdrożył produkcję i rozwijał konstrukcję żurawi samojezdnych o udźwigach:
- 25 t (Hydros T-251, wyprodukowano do końca 1987 r. 1800 szt. w zakładach Bumar Fablok w Chrzanowie – podwozia, Famaba Głogów – wysięgnik i w Nikopolskich Zakładach Budowy Żurawi Ciężkich w Nikopolu – nadwozia),
- 40 t (Hydros T-401, wyprodukowano 920 szt. w Bumar Łabędy, Famaba Głogów – wysięgnik i w Zakładach Budowy Żurawi Ciężkich im. Rewolucji Styczniowej "Janwariec" w Odessie),
- 63 t (Hydros T-631, wyprodukowano 20 szt. w Mostostalu Zabrze – podwozia, Famaba Głogów – wysięgnik i w Zakładach Budowy Żurawi Ciężkich im. Rewolucji Styczniowej "Janwariec" w Odessie – nadwozia),
- 100 t (Hydros T-1001 Towimor Toruń – podwozie, Famaba Głogów – wysięgnik, nadwozie – strona radziecka).

Następnie kierował projektowaniem drugiej generacji tychże żurawi o wyższych parametrach, wersji terenowych o udźwigu 32 i 50 t oraz prototypu żurawia na podwoziu 8-osiowym o udźwigu 250 t.
Zaprojektowane przez Eugeniusza Rytla maszyny budowlane przyspieszyły odbudowanie kraju ze zniszczeń wojennych i umożliwiły wybudowanie milionów mieszkań.

## Wybrane publikacje
- Eugeniusz Rytel. Polskie maszyny budowlane i drogowe. „Przegląd Techniczny”. Zeszyty problemowe, 1963. Warszawa: Naczelna Organizacja Techniczna, jęz. ang. ISSN 1230-8382.brak numeru strony
- Eugeniusz Rytel, Żurawie wieżowe produkowane w PRL, t. 1963, Komitet organizacyjny światowego sympozjum w Moskwie, jęz. ros. Brak numerów stron w książce
- Eugeniusz Rytel, Projektowanie żurawi wieżowych, t. 1964, Komitet organizacyjny krajowej konferencji ZSRR, jęz. ros. Brak numerów stron w książce
- Eugeniusz Rytel. Polskie maszyny budowlane i drogowe. „Przegląd Techniczny”. Zeszyty problemowe (1963). Warszawa: Naczelna Organizacja Techniczna, jęz. ang. ISSN 1230-8382.brak numeru strony

## Odznaczenia państwowe
- Złoty Krzyż Zasługi (1961),
- Krzyż Kawalerski Orderu Odrodzenia Polski (1966),
- Krzyż Oficerski Orderu Odrodzenia Polski (1972),
- Order Sztandaru Pracy II klasy (1988).

## Nagrody państwowe
- Zespołowa Nagroda Państwowa II stopnia (Rada Państwa, 1976),
- Zespołowa Nagroda Państwowa II stopnia za typoszereg żurawi samojezdnych (Rada Państwa, 1988),
- Zespołowa Nagroda Państwowa I stopnia dla zespołów PRL i ZSRR za typoszereg żurawi samojezdnych (Rada Państwa, Urząd Postępu Naukowo-Technicznego i Wdrożeń, 1988).

## Odznaczenia i nagrody resortowe
- Nagroda Ministra Przemysłu Maszynowego za opracowanie konstrukcji nowoczesnych żurawi (1961),
- Brązowy Medal „Za zasługi dla obronności kraju” (Minister Obrony Narodowej, 1962),
- Wyróżnienie w konkursie Mistrz Techniki Życia Warszawy za konstrukcję żurawia ŻB-120 (Minister Przemysłu Maszynowego i Życie Warszawy, 1962),
- Nagroda-wyróżnienie w konkursie na najlepszą pracę naukowo-badawczą z okazji roku nauki polskiej (Minister Przemysłu Maszynowego, 1973),
- Zespołowa Nagroda I stopnia za opracowanie i wdrożenie do produkcji typoszeregu ładowarek hydraulicznych (Minister Przemysłu Maszynowego, 1976),
- Zespołowa Nagroda II stopnia za opracowanie i wykonanie żurawia samochodowego polsko-radzieckiego Hydros T-401 (Minister Przemysłu Maszynowego, 1977),
- Zespołowa Nagroda I stopnia za opracowanie i wykonanie żurawia samochodowego polsko-radzieckiego Hydros T-254 (Minister Przemysłu Maszynowego, 1980),
- Honorowa Odznaka NOT (od 1981).